# ناحیه داگت، میشیگان
ناحیه داگت (به انگلیسی: Daggett Township) یک منطقهٔ مسکونی در ایالات متحده آمریکا است که در شهرستان منامنی، میشیگان واقع شده‌است.
 ناحیه داگت ۹۳٫۴ کیلومتر مربع مساحت و ۷۴۰ نفر جمعیت دارد و ۲۳۵ متر بالاتر از سطح دریا واقع شده‌است.